# Saint-Martin VS
| VS ist das Kürzel für den Kanton Wallis in der Schweiz. Es wird verwendet, um Verwechslungen mit anderen Einträgen des Namens Saint-Martin zu vermeiden. |

Saint-Martin ist eine politische Gemeinde und eine Burgergemeinde des Bezirks Hérens im französischsprachigen Teil des Kantons Wallis in der Schweiz.

## Geografie
Saint-Martin liegt auf der östlichen Seite des Val d’Hérens. Die westliche Gemeindegrenze wird durch die Borgne gebildet. Die Gemeinde besteht aus den Dörfern Saint-Martin, Eison, La Luette, Liez, Praz-Jean, Suen und Trogne sowie zahlreichen Weilern. Die Nachbargemeinden von Saint-Martin sind im Norden Mont-Noble, im Osten Anniviers, im Süden Evolène, im Westen Hérémence und im Nordnordwesten Vex.

## Geschichte

Luftbild (1955)

Die Gemeinde entstand 1882 durch die Gemeindetrennung von Hérens in Evolène und Saint-Martin VS.

## Bevölkerung
| Bevölkerungsentwicklung | Bevölkerungsentwicklung | Bevölkerungsentwicklung | Bevölkerungsentwicklung | Bevölkerungsentwicklung | Bevölkerungsentwicklung |
| ----------------------- | ----------------------- | ----------------------- | ----------------------- | ----------------------- | ----------------------- |
| Jahr                    | 1850                    | 1900                    | 1950                    | 2000                    | 2016                    |
| Einwohner               | 732                     | 863                     | 1145                    | 897                     | 837                     |

## Persönlichkeiten
- Germaine Cousin-Zermatten (* 1925 in Saint-Martin), Kräuterkundige und Autorin